# Riu de Cabanes
El riu de Cabanes és un riu de muntanya que transcorre íntegrament a la vall de Cabanes, sent tributari per la dreta del riu de la Bonaigua. Està situat íntegrament al terme municipal d'Alt Àneu, a la comarca del Pallars Sobirà. Neix a una alçada de 2.250 metres, i ben aviat rep el tributari de l'estany Negre de Cabanes i va baixant per la vall on s'endinsa a l'avetosa de la Mata de València fins a desaiguar al riu de la Bonaigua a una altitud de 1.435 metres.
El seu curs es troba dintre de la zona perifèrica del Parc Nacional d'Aigüestortes i Estany de Sant Maurici.